# 貴子坑 (新北市)
貴子坑，原寫為貴仔坑，是台灣新北市泰山區中南部的一個地名，範圍包括貴子里西南端及東北端除外部分、貴和里北端、貴賢里貴子坑大排以西最北端及東北角大學新村一帶北半部除外部分。

## 歷史
台灣清治末期至日治前期，貴子坑地區為一街庄，稱為「貴仔坑庄」，隸屬於八里坌堡。該庄北與崎仔腳庄為鄰，東南與海山頭庄、營盤庄為鄰，西南邊為下坡角庄，西邊為大窠坑庄。
1920年（日治大正九年），該庄改制並雅化為「貴子坑」大字，隸屬於臺北州新莊郡新莊街。戰後新莊街改制為新莊鎮，隸屬於臺北縣，大字亦改制為里。1950年3月泰山、新莊分治，貴子坑地區與下坡角台1線以北地區合併改制為貴子村，隸屬於新成立的泰山鄉。1980年1月，原屬下坡角大字之的大部分地區拆分為貴和村，1991年6月，明志路以東地區拆分為貴賢里。2010年12月臺北縣改制為新北市，泰山鄉改制為泰山區，村再度改制為里。

## 交通
省道台1線經過貴子坑地區，往東北轉東可前往臺北、基隆等地，往西南可前往桃園、新竹及中南部地區。縣道107號經過本地區西南部，往北可前往五股，往南可前往樹林。
桃園捷運亦設有泰山貴和站。

## 學校
- 明志科技大學（大部分）

## 醫院
- 輔仁大學附設醫院（大部分）